# Ana Delfosse
Ana Delfosse (Punta Arenas; 1931-San Diego; 23 de abril de 2017), nacida como Anneliese Hartenau, fue una piloto de carreras y mecánica de Fórmula 1 argentina que trabajó para el campeón de Fórmula 1 Juan Manuel Fangio y luego se convirtió en la primera mujer en ganar una carrera de autos de velocidad pura en Argentina. Nacida en 1931 cerca de Punta Arenas, Chile, creció en una granja de ovejas en Argentina. Enamorada de la velocidad desde temprana edad, montó un caballo llamado Blitz (en alemán, «relámpago»). Ver a Fangio conduciendo por el rancho en su auto de carreras la llevó a involucrarse en las carreras. A la edad de 16 años, se convirtió en parte del equipo de mecánicos de Fangio y luego se convirtió en piloto, compitiendo en la Cordillera de los Andes y en otros lugares. El 5 de junio de 1960 ganó una carrera en Buenos Aires, conduciendo un Porsche Gordini.

## Biografía

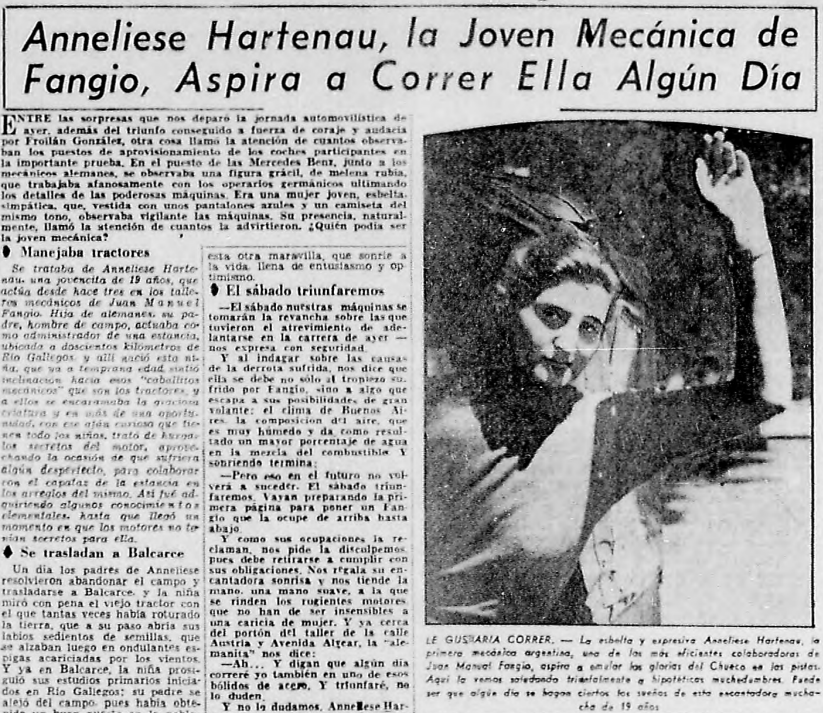
Nota sobre Anneliese Hartenau en el diario Crítica del 19 de febrero de 1951.

Ana Delfosse nació como Anneliese Hartenau en Punta Arenas (Chile), de padres alemanes, aunque creció en Argentina. Conoció a su esposo, Curt Delfosse, diseñador de autos de carreras, mientras trabajaba en el garaje de Juan Manuel Fangio en Buenos Aires, y se casaron en 1955. En 1963, ella y su esposo emigraron a los Estados Unidos, donde establecieron un negocio automotriz, Delfosse Racing, en San Diego, y otro en Idyllwild. Al jubilarse en 1977, se mudaron al sur de Oregón y construyeron una casa a lo largo del río Little Applegate. Enfrentando problemas económicos después de que el comprador de su negocio de California no cumpliera con los pagos, vendieron su casa y se mudaron a Ashland, donde alquilaron y operaron una estación de servicio cerca de Interestatal 5.
Ambos murieron por problemas pulmonares asociados con la exposición frecuente a la gasolina con plomo, el asbesto de las pastillas de freno y otras toxinas que representaban un riesgo para los mecánicos y pilotos a mediados del siglo XX. Curt murió en 1998 y Ana murió en 2017 mientras visitaba a su hermana en San Diego. Sufría de esclerodermia durante sus últimos años.